# Otava Jo
Otava Jo (rusko Отава Ё, zapisano tudi Otava Yo) je ruska glasbena skupina iz Sankt Peterburga, formalno ustanovljena leta 2005, ki izvaja ruski folk rock.
Ustanovni člani Aleksej Belkin, Aleksej Skosirev, Dimitrij Šihardin - »Dima« in Peter Sergejev so že nekaj let pred formiranjem skupine skupaj nastopali na ulicah Sankt Peterburga, takratna ohlapna skupina se je imenovala Reelroadъ, izvajali so keltski punk po zgledu skupine The Pogues in poželi dober odziv, čeprav je imel formalno glasbeno izobrazbo le Dima, ostali pa so samouki.
Člani so sčasoma ugotovili, da jih navdihujejo bolj tradicionalne melodije, zato so se preusmerili v folk. Poimenovali so se po otavi – travi druge košnje, ki je pogost motiv v delih Tolstoja in Turgenjeva, črko Ё (jo) pa je dodal bobnar Peter Sergejev, ki ga je ruska birokracija pomotoma preimenovala iz Pjotra (Пётр) v Petra (Петр). Od eksperimentiranja s keltsko glasbo so med drugim ostale dude, ki jih včasih uporabljajo v pesmih. Svoj prvi album leta 2006 so naslovili Pod aptekoj (Под аптекой, dobesedno »Pod lekarno«), kar se nanaša na njihov priljubljen kraj za ulično nastopanje.
V Rusiji in mednarodno so zasloveli s pesmijo »Sumeckaja« (»Сумецкая«, 2015), za katero so posneli videospot v sodelovanju s klubom ruskega boksa Buza (Буза) iz Čerepovca, čigar člani na posnetku izvajajo razne akrobacije. Spot je postal hit na portalu YouTube z več kot deset milijoni ogledov v treh letih, kar je rekord za ruske folk skupine.
Do zdaj so izdali pet studijskih albumov in nastopali v več kot 30 državah po svetu. Videospot za pesem »Oj, Dusja, oj, Marusja« (»Ой, Дуся, ой, Маруся«), v katero so vpletli tudi elemente kozaške lezginke, je bil leta 2017 nagrajen na drugi podelitvi nagrad za rusko glasbo sveta in na newyorškem festivalu neodvisnega filma (NYC Indie Film Awards).

## Diskografija
- Pod aptekoj (Под аптекой; 2006)
- Žili-bili (Жили-были; 2009)
- Roždestvo (Рождество; 2011)
- Čto za pesni (Что за песни; 2013)
- Lučšie pesni 2006—2015 (Лучшие песни 2006—2015; kompilacija, 2015)
- Dajte malenkoe vremečko vesjolomu pobit! (Дайте маленькое времечко весёлому побыть!; video posnetek v živo, 2015)
- Ljubiš li ti? (Любишь ли ты?; 2018)

## Člani
- Aleksej Belkin – vokal, dude, gosli, žalejka
- Aleksej Skosirev – vokal, akustična kitara
- Dimitrij Šihardin – vokal, vielle
- Julija Usova – vokal, gosli (od 2011)
- Peter Sergejev – veliki boben, darabouka
- Vasilij Telegin – bas kitara[7]

### Nekdanji člani
- Natalija Visokih - gosli
- Timur Sigidin - bas kitara